# مورکمی ۳۲۹۵
سیارک ۳۲۹۵ (به انگلیسی: 3295 Murakami، نامگذاری:1950DH) سه هزار و دویست و نود و پنجمین سیارک کشف شده‌است که در ۱۷ فوریه ۱۹۵۰ و در هایدلبرگ کشف شد.
قدر مطلق سیارک برابر ۱۲٫۹۰ است.